# رفيق السبيعي
رفيق السبيعي (9 شباط 1930 - 5 كانون الثاني 2017) ممثل ومونولوجست سوري من مواليد حي البزورية، في مدينة دمشق وتوفي فيها.
رائد من رواد الفن في سوريا شبّ على حلم الفن، متحدّياً إرادة الأب، وظنون المحيط الأمر الذي لم يكن سهلاً في الشام بعد الاستقلال، حيث كان يطلق على الممثل لقب «المشخصاتي» وكان يعتبر التمثيل عيباً اجتماعياً ما اضطرّه إلى البدء باسم فنيّ هو «رفيق سليمان».
عضو في نقابة الفنانين السوريين منذ 1 آذار 1968.

## البدايات
في عمر ثماني سنوات، بدأ يحضر الموالد النبوية برفقة أخيه وكثيراً ما كان ينسل راكضاً باتجاه المنشدين مغنياً معهم التواشيح والأناشيد الدينية، في المنزل كان لا يحلو له مذاكرة دروسه إلا على صوت إسطوانات أم كلثوم وعبد الوهاب، وكثيراً ما كانت تستدعيه والدته ليغني لنساء الجيران حين يجتمعن في حوش الدار مستمتعين بجمال صوته، في أعراس حي البزورية الذي ولد وتربى به، كان حضوره لافتاً بمثل هذه المناسبات وهو يغني لكارم محمود وعبد العزيز محمود وعبد الغني السيد، منولوجات شكوكو وإسماعيل ياسين، بدأ يصطدم بعد ذلك بالمنظومة الفكرية التقليدية السائدة أنذاك التي تنبذ الفنان وتعتبر الغناء شيئاً معيبا، فكان جزاؤه الطرد خارج المنزل والاختباء داخل الخان أو النوم عند الفران.
لم يكمل دراسته بعد الانتهاء من المرحلة الابتدائية وبدأ يعمل خياطاً ليساعد والده في تحمل أعباء ومصاريف المنزل، فشل في مهنة الخياطة لكنه طرّز بفنه حكاية فنان مبدع اسمه «رفيق السبيعي» الذي لم يتوقف إبداعه على الغناء إنما تعدى ذلك للمسرح والإذاعة والتلفزيون والسينما حتى استحق لقب الفنان الشامل بجدارة وامتياز. 

## مسيرته الفنية
بدأ مسيرته أواخر الأربعينيات بتقديم مقاطع كوميدية ارتجالية على مسارح دمشق ونواديها الأهلية، ثم انتقل إلى الغناء والتمثيل في فرقٍ فنيّة عدة كفرقة «علي العريس»، «سعد الدين بقدونس»، «عبد اللطيف فتحي»، «البيروتي»، و«محمد علي عبدو»، ومن «المسرح الحر» بدأ بتقديم مسرحيات يتخللها أُغنيات خاصة به مثل «بالمقلوب»، «طاسة الرعبة»، «مرتي قمر صناعي»، و» صابر افندي».
كما أسهم في تأسيس عدد من الفرق المسرحية الناشئة بعد الاستقلال (1946)، حيث صنع شخصية أبو صياح أو قبضاي الحارة الشامية بزيه الدمشقي الفلكلوري الأصيل -الشخصية الأشهر له- وجسد مختلف الشخصيات في أعماله ولاحقاً في السينما والدراما السورية.
بدأ وهو في سن مبكرة المشاركة في نوادي الكشافة وتمكن خلال هذه الفترة من إظهار مواهبه في الغناء والعزف والتمثيل.
كانت بداية ظهوره في التلفزيون في مسلسل مطعم السعادة (1960) مع عدة فنانين منهم دريد لحام ونهاد قلعي وتوالت أعماله بعدها، حيث شارك في العديد من المسلسلات التلفزيونية السورية.

### أبو صياح
بدأت قصّته مع «أبو صيّاح» كما يروي في إحدى مقابلاته: «أوّل مرّة قدمتها عن طريق المصادفة، حين أراد الفنّان أنور المرابط أن يتغيبّ عن أداء فصل كوميدي يلعب فيه دور العتّال في إحدى مسرحيات الراحل عبد اللطيف فتحي وكنت أعمل وقتها ملقماً في مسرحه، لم أنم ليلتها من الفرحة، واعتبرت هذا الدور نوعاً من الامتحان يمهد لي الطريق كممثل، استعرت الشروال وباقي الإكسسوارات، ففوجئ بي فتحي عندما رآني على المسرح، وجسّدت الشخصية على طبيعتها كما تبدو في الحياة، وقتها شاهد أدائي المرحوم حكمت محسن، وتنبأ لي بالنجومية منذ ذلك الحين».
كان ذلك أواخر خمسينيات القرن الماضي، في عمل مسرحي مقتبس عن مسرحية مصرية للكاتب أبو السعود الإبياري نقلها عبد اللطيف فتحي إلى الشاميّة، قدمت على أحد مسارح دمشق، وحضرها وقتها صباح قبّاني أول مدير للتلفزيون السوري، وبقيت في باله، وعندما تأسس التلفزيون عرّفه إلى الراحل نهاد قلعي، والفنّان دريد لحّام، وبدأت مسيرة «أبو صيّاح» التلفزيونية مع «غوار الطوشة» و«حسني البورظان»، وفي السينما قدمها في فيلم «ذكري ليلة حب» عام 1973.

### إنتمائه القومي
قدم رفيق سبيعي طلبا للانتماء إلى الحزب السوري القومي الاجتماعي وقبل عضوا بشكل استثنائي من خلال حفل تكريمي ضخم أُقيم له في بيروت.

## أعماله

### المسرح
- أبطال بلدنا، للكاتب المصري يعقوب الشاروني (1960)
- مساعد المختار
- حبس الأحلام
- الأشباح، لإبسن إخراج هاني صنوبر (1961)
- البرجوازي النبيل (1962)
- مدرسة الفضائح (1963)
- الاستثناء والقاعدة، لبريخت (1964)
- الأخوة كارامازوف (1964)
- موعد مع النصر
- القادم من أميركا
- حرامي غصب عنه
- الأب، لحكمت محسن
- أوبريت أنا انكويت، لـكميل شامبير.
- نهوند (1962)
- مات 3 مرات، لحاتم علي (1996)
- شو هالحكي من إعداد وإخراج كل من سيف الدين السبيعي ونضال سيجري وجلال شموط عن نص لزكريا تامر (2001).

### الإذاعة
بدأ العمل في الإذاعة السورية عام 1954 وتم اعتماده مخرجاً في الإذاعة عام 1960 بعد أن أنهى دورة مخرج إذاعي في معهد التدريب الإذاعي في القاهرة، ودورة ثانية في معهد التدريب الإذاعي في دمشق وأخرج العديد من البرامج والمسلسلات والتمثيليات الإذاعية، بالإضافة لتمثيله أدوار متنوعة وعديدة، وكان أول من قدّم في الإذاعة كتاب «حوادث دمشق اليومية» للبديري الحلاق والذي يتطرق في كتابه لأواخر الفترة العثمانية مما عاد بالفائدة على العديد من المؤلفين من خلال مسلسلات البيئة الشامية التي قدموها في السنوات الأخيرة.
وتابع دوره في التقديم الإذاعي، وأطل على مستمعيه عبر إذاعة دمشق لمدة 12 سنة في برنامجه الأسبوعي الفني حكواتي الفن والذي هو من إعداده وإخراجه أيضاً، فكل حلقة تتحدث عن مطرب عربي من نجوم طرب الزمن الجميل، هدف من خلاله إطلاع الجيل الجديد على منجزات وإبداعات أساطين الغناء من سوريا والبلاد العربية بالإضافة لجوانب كثيرة من حياتهم الشخصية.

### المونولوج
بدأ بفن المونولوج الناقد عبر استماعه لأغاني الشعراء الشعبيين أمثال سلامة الأغواني وغيره، ومن أعماله:
- «يا ولد لفلك شال»
- «تمام تمام هدا الكلام»
- «شروال أبو صياح»
- «لا تدور ع المال»
- «حبوباتي التلموذات»
- «شيش بيش»
- «قعود تحبك»
- «الحب تلت لوان»
- «الخنافس»
- «غوول غوول»

### الغناء
أدى خلال مسيرته أغنياتٍ أُعدت خصيصاً لأفلام السينما كـ «زحليقة وتلج»، «ليش هيك صار معنا»، و«الاوتو ستوب»، كما كتب أغنية «ابن العم» التي غنتها المغنية شريفة فاضل.
قدم أغنية في حب الرسول «محمد» باسم «لو عرفوه ح يحبوه» إثر أزمة الرسوم الكرتونية المسيئة، وفي منتصف سنة 2016 أطلق أغنية جديدة بعنوان «لا تزعلي يا شام» من كلمات وألحان سهيل عرفة، متمنياً فيها انتهاء الأزمة بأسرع وقت، والسلام لسورية.

### السينما
بداية رفيق السبيعي مع السينما كانت منذ الطفولة من خلال ارتياده دور السينما في دمشق لدرجة أنه كان ينفق مصروفه على حضور الأفلام وتطور الحال بعد ذلك، وانتج فيلماً سينمائياً مع الهواة، قدم للسينما ما يعادل «55» فيلم بين الكوميدي والجاد، توزعت مع أفلام القطاع الخاص ذات النمط التجاري وأفلام المؤسسة العامة للسينما في سوريا، ومنها:
- عملية الساعة السادسة (1966)
- سفر برلك، مع الرحابنة والسيدة فيروز (1966)
- غرام في إسطنبول (1967)
- لقاء الغرباء (1968)
- عنتر يغزو الصحراء (1969)
- بنت الحارس، مع الرحابنة (1971)
- جسر الأشرار (1971)
- سفاري (1972)
- مقلب حب (1972)
- النصابين الخمسة (1972)
- السكين (1972)
- شروال وميني جوب (1973)
- ذكرى ليلة حب (1973)
- هاوي مشاكل (1973)
- الراعية الحسناء (1973)
- نساء للشتاء (1974)
- أيام في لندن (1976)
- غرام المهرج 1976
- عشاق على الطريق (1977)
- القادمون من البحار (1977)
- شيطان الجزيرة (1979)
- قتل عن طريق التسلسل، إخراج محمد شاهين (1982)
- أحلام المدينة (1984)
- فتاة شرقية (1985)
- الشمس في يومٍ غائم (1985)
- الليل، من إخراج محمد ملص (1992)
- صندوق الدنيا (2002)
- عشاق (2009)
- الليل الطويل، إخراج حاتم علي (2009)
- سوريّون.. أهل الشمس، إخراج باسل الخطيب (2016)

### التلفزيون

#### المسلسلات
- بنت الشهبندر (2015)
- قمر شام (2013)
- طاحون الشر (2012)
- طالع الفضة (2011)
- أولاد القيمرية (2008)
- أهل الراية (2008)
- ليالي الصالحية (2004)
- مرزوق على جميع الجبهات (2004)
- صراع الزمن (2002)
- رقصة الحبارى (2001)
- الأيام المتمردة (2001)
- مبروك (2001)
- الطير (1998)
- نهاية رجل شجاع (1994)
- قانون الغاب (1993)
- أيام شامية (1992)
- الخشخاش (1991)
- طبول الحرية (1981)
- وادي المسك (1982)
- حمام الهنا (1968)
- مقالب غوار (1967)
- دمشق يا بسمة الحزن
- القناع
- رجل الساعة
- الطلقة الثانية
- أزهار الشتاء
- ليالي الشرق.
- سفر
- الدروب الضيقة
- عريس الهنا
- زوج الست

وكان الفنان رفيق السبيعي ضيف شرف في عدة أعمال تلفزية، منها: مسلسل «بقعة ضوء 5»، و«أشياء تشبه الحب»، و«الحصرم الشامي» حيث شارك في جزأيه الثاني والثالث من الأخير، ضمن مشاركاته البارزة التي أثرت المشهد الفني.  

#### البرامج
بعد عودته من القاهرة بدأ العمل التلفزيوني مع المخرجين سليم قطاية وعادل خياطة وخلدون المالح وجميل ولاية، فقدموا في البداية برامج شعبية منوعة مثل برنامج ساعي البريد الذي أخرجه سليم قطاية، ومطعم الأناقة الجوال عام 1961، وفي هذه التمثيلية اجتمع لأول مرة الثلاثي رفيق سبيعي، نهاد قلعي، دريد لحام.
كما قدم عدداً من الأغاني بصوته ومن كلماته في التلفزيون في برنامج «7 في 7»، ولاحقاً برنامجاً بعنوان «حلو الكلام»

## أوسمة وتكريمات
مُنح العديد من الأوسمة وشهادات التقدير منها:
- أول وسام ناله في حياته «نوط الفداء» الذي منحته إياه منظمة التحرير الفلسطينية في عام تأسيسها 1964.
- منحه الرئيس السوري بشار الأسد في عام 2008، وسام الاستحقاق من الدرجة الممتازة.[11]

- منحه الحزب السوري القومي الاجتماعي وسام الصداقة في شهر أيلول من عام 2014 سلمه إياه علي قانصوه رئيس المكتب السياسي المركزي في الحزب نيابة عن رئيس الحزب أسعد حردان [12]

## الوفاة
توفي في منزله بدمشق في يوم 5 يناير 2017 عن عمر ناهز 86 عاماً، بعد مسيرة فنيّة طويلة كان خلالها أحد أعمدة الدراما السورية، في المسرح والتلفزيون والإذاعة والسينما وقد دفن في مقبرة باب الصغير بعد تشييعه في جنازة شعبية حاشدة في دمشق حضرها وفد من قيادة الحزب السوري القومي الاجتماعي ووزير الإعلام وقتها محمد رامز ترجمان وشخصيات رسمية وإعلامية وفنية.

## حياته الشخصية
للفنان رفيق السبيعي ثلاثة أبناء ذكور هم الممثل الراحل عامر السبيعي الممثل والمخرج سيف الدين السبيعي والمخرج السينمائي بشار السبيعي  وابنتان: هبة وصبا ولهن تجارب محدودة في التمثيل 

## روابط خارجية
- رفيق السبيعي على موقع IMDb (الإنجليزية)
- رفيق السبيعي على موقع قاعدة بيانات الأفلام العربية